# Włodzimierz Zajączkowski (turkolog)

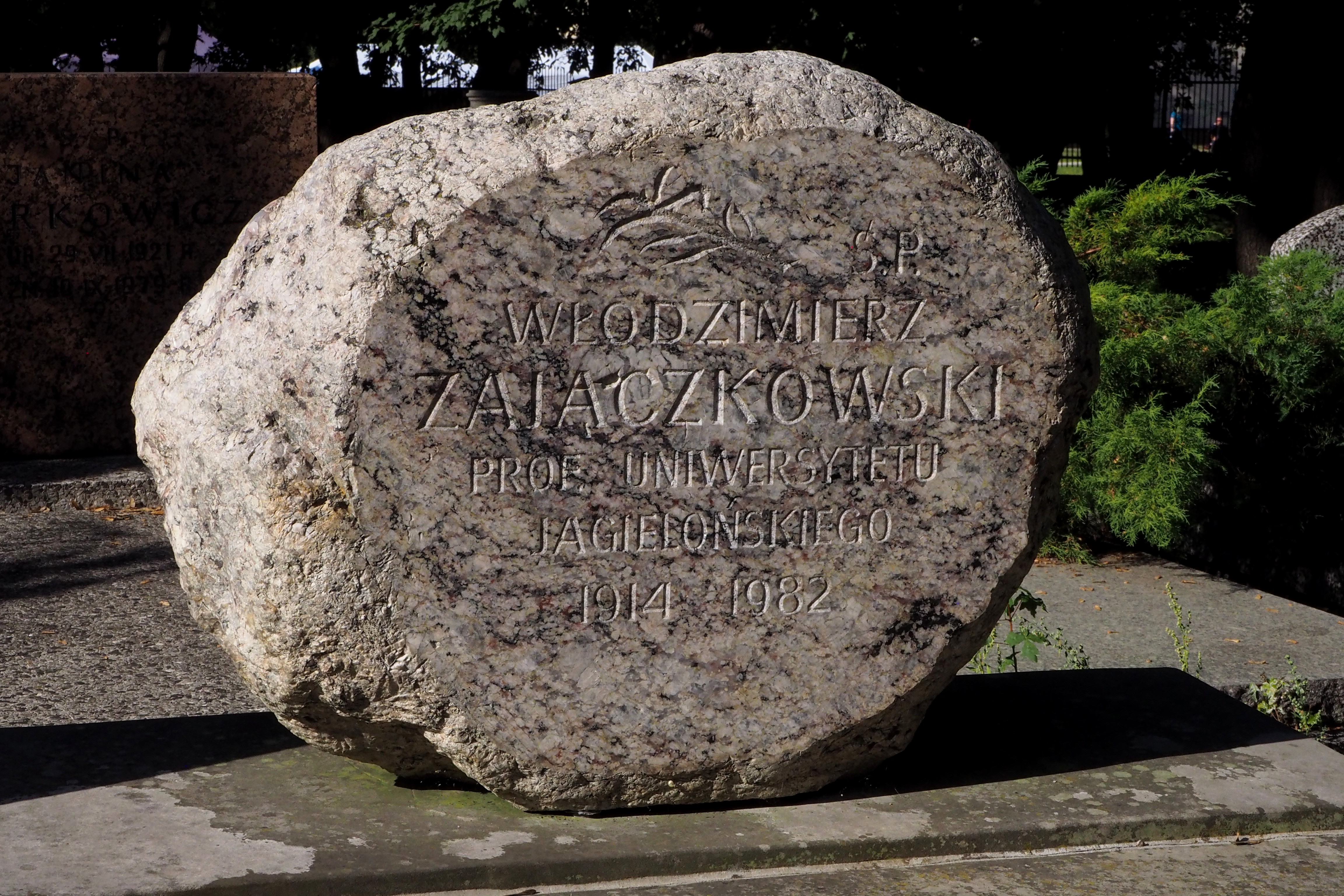
Grób prof. Włodzimierza Zajączkowskiego na cmentarzu karaimskim przy ul. Redutowej w Warszawie

Włodzimierz Zajączkowski (ur. 21 lipca 1914 w Wilnie, zm. 3 września 1982 w Krakowie) – polski turkolog narodowości karaimskiej, absolwent i wieloletni profesor Uniwersytetu Jagiellońskiego.
W 1933 ukończył gimnazjum im. króla Zygmunta Augusta w Wilnie i rozpoczął studia w Krakowie, na Uniwersytecie Jagiellońskim, na Wydziale Filozoficznym. Pod opieką profesora Tadeusza Kowalskiego specjalizował się w zakresie Wschodu Muzułmańskiego i w 1937 uzyskał magisterium na podstawie pracy zatytułowanej: „Zapożyczenia arabskie i perskie w języku zachodniokaraimskim”. Po wybuchu II wojny wyjechał do Wilna, gdzie jako historyk znalazł posadę nauczyciela w jednej z polskojęzycznych szkół średnich. Po wojnie, dzięki staraniom Ananiasza Zajączkowskiego udało mu się powrócić do Krakowa. Tutaj, znowu dzięki pomocy profesora Tadeusza Kowalskiego, w owym czasie sekretarza generalnego Polskiej Akademii Umiejętności, został zatrudniony w tej instytucji na stanowisku urzędniczym. W 1949 uzyskał stopień doktora na podstawie rozprawy pod tytułem „Turcy-Gagauzowie – historia, język, etnografia”. W tym samym roku znalazł wreszcie zatrudnienie w Katedrze Filologii Orientalnej jako starszy asystent. Następnie uzyskiwał kolejne stopnie naukowe – docenta (1955), profesora nadzwyczajnego (1969) i profesora zwyczajnego (1980). Od 1973 r. kierował Zakładem Turkologii w Instytucie Filologii Orientalnej Uniwersytetu Jagiellońskiego. Pochowany jest na cmentarzu karaimskim przy ul. Redutowej w Warszawie.

## Wybrane publikacje
Prace Włodzimierza Zajączkowskiego dotyczyły dialektów ludów tureckich i ich folkloru:
- 1975: Język i folklor Tatarów z Dobrudży rumuńskiej
- 1966: Język i folklor Gagauzów z Bułgarii